# Kruckow
Kruckow är en kommun och ort i Landkreis Vorpommern-Greifswald i förbundslandet Mecklenburg-Vorpommern i Tyskland.
I kommunen ingår orterna Kruckow, Marienfelde, Tutow-Dorf, Kartlow, Heydenhof, Unnode, Schmarsow och Borgwall.
Kommunen ingår i kommunalförbundet Amt Jarmen-Tutow tillsammans med kommunerna Alt Tellin, Bentzin, Daberkow, Jarmen, Tutow och Völschow.